# 12e eeuw
De 12e eeuw (van de christelijke jaartelling) is de 12e periode van 100 jaar, dus bestaande uit de jaren 1101 tot en met 1200. De 12e eeuw behoort tot het 2e millennium.

## Langjarige gebeurtenissen en ontwikkelingen van de 12e eeuw
Hoge middeleeuwen
Verkeer tussen oosten en westen
- Opkomst van de republiek Venetië en de republiek Genua.
- Voor het eerst worden specerijen geïmporteerd, geleverd door Arabische handelaren.
- De jaarmarkten van Champagne groeien uit tot de economische draaischijf tussen de twee welvarendste delen van Europa, het noorden van Italië en Vlaanderen. De handel bestaat onder meer uit laken uit Vlaanderen, bont uit Scandinavië, leer uit Spanje en via Italië specerijen en zijde uit het oosten. Het belang van de markten ligt echter vooral in de geld- en kredietmarkt die met name door Italiaanse handelaren wordt beoefend.
- De Arabische handelaren brengen eeuwenoude werken mee van Perzische en Arabische wetenschappers. Ze worden vertaald in het Latijn en geven een sterke impuls aan de wetenschapsbeoefening in het Westen. Ook via Spanje bereiken ze Europa.

Godsdienst en levensbeschouwing

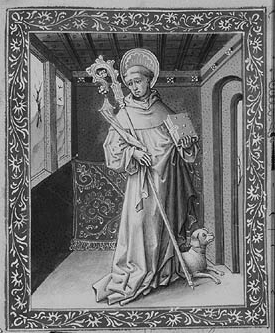
Bernard van Clairvaux

- Opkomst van de cisterciënzers. De bouw van de grote abdijkerk van Cîteaux duurt van 1140 tot 1193. Bernard van Clairvaux stelt de 'eenvoud ter navolging van Christus' tegenover de 'pracht ter ere van God' in de Abdij van Cluny, een benedictijnenabdij. Met zijn mystieke geloofsbeleving raakt hij in conflict met Pierre Abélard, die het geloof vanuit de rede benadert.
- Petrus Waldo geeft zijn bezit aan de armen en gaat prediken. Het evangelie laat hij vertalen in het Occitaans, de taal van Zuid-Frankrijk, waardoor het ook voor de gewone mensen goed te begrijpen is. Petrus en zijn volgelingen trekken rond om hun kennis van de Bijbel te verspreiden. Zij brengen daarbij kritiek uit op de levenswijze van de rijke geestelijken.
- In de twaalfde eeuw komen verscheidene pelgrims onder leiding van Berthold van Calabrië en Albertus van Jeruzalem samen 'nabij de bron van Elia' om als heremieten te leven. Tussen de kluizenaarscellen wordt een kapel ter ere van Maria gebouwd. Vanaf dat moment noemen de heremieten zichzelf 'Broeders van de heilige Maria van de Berg Karmel'. Ze worden daarom Karmelieten genoemd.
- De Maronieten sluiten zich aan bij de Rooms-Katholieke Kerk.
- Een belangrijk praktisch gevolg van het decreet van Gratianus (1140) is, dat het woekerverbod uit de vroege kerk algemeen van kracht wordt. Het Derde Lateraans Concilie (1179) verbiedt het uitlenen van geld tegen rente. Een uitzondering wordt gemaakt voor joden en Lombarden.

Europa
- De westkant van Frankrijk wordt beheerst door het huis Anjou. Vanaf het midden van de eeuw regeert een tak uit dit geslacht, het huis Plantagenet, koninkrijk Engeland.
- In Italië ontstaat belangstelling voor het Romeins Recht, dat op de eerste universiteiten wordt bestudeerd. In Engeland stuurt koning Hendrik II de leden van zijn Raad het land door om recht te spreken. Zo begint een proces van unificatie van gewoonterecht dat de naam Common Law zal krijgen.
- Het feodale recht van molendwang ontstaat in West-Europa met het doel een deel - bijvoorbeeld een tiende - van het graan als belasting te kunnen innen.
- Nederlandse (en Vlaamse) immigranten vestigen zich in een aantal gebieden in Noord- en Centraal-Duitsland, waaronder in de Wezer- en Elbedelta's, in Oost-Holstein en vooral in Brandenburg (Fläming).
- Koning Géza II van Hongarije roept kolonisten uit de Duitse landen naar zijn rijk om de Hongaarse grenzen te verdedigen. De Zevenburger Saksen leggen vele tientallen versterkte dorpen en steden aan.
- Bendes Normandische huurlingen worden naar Ierland uitgenodigd als hulp bij interne conflicten, en de Normandiër 'Strongbow' (Sterkeboog) maakt hiervan gebruik om meteen maar Ierland te veroveren. Wat een reactie vanuit Engeland ontlokt (Henry II, de opvolger op de troon ziet zo'n concentratie van Normandische edelen buiten zijn controle vlak bij de kusten van zijn rijk niet zitten), en bijgevolg de ontscheping van een Normandisch leger, om uiteindelijk Ierland in te lijven bij Engeland als wingewest, overigens zonder weerstand.
- Scandinavië gaat na het einde van het Vikingtijdperk over naar een feodale samenleving.

Kruistochten
- In de lente van 1147 geeft de paus zijn goedkeuring voor de kruistocht op het Iberisch Schiereiland. Tevens geeft hij Alfons VII van Castilië toestemming om zijn campagnes tegen de Moren als onderdeel van de Tweede Kruistocht te beschouwen.
- De Val van Edessa in 1144 leidt tot een oproep voor een nieuwe kruistocht door paus Eugenius III in 1145 en 1146.
- Er worden geestelijke ridderorden opgericht ter bescherming van de Kruisvaarders. De twee grootste zijn die van de Tempeliers en de Maltezer Ridders.
- In 1187 vindt de Slag bij Hittin plaats tegen de kruisvaardersstaten en wordt Jeruzalem door Saladin veroverd.

Lage landen
- Vooral in de Haspengouw wordt het drieslagstelsel ingevoerd.
- Het graafschap Leuven overvleugelt de andere graafschappen in de Brabantgouw. De graven van Leuven worden ook hertog van Neder-Lotharingen, en in 1183 of 84 wordt Brabant zelf een hertogdom.
- De Vlaamse graven Diederik van de Elzas en zijn zoon Filips van de Elzas regeren met de steun van de steden, die ze stadsrechten geven. Vlaanderen komt tot welvaart. Een reeks van havensteden wordt aangelegd: Grevelingen, Mardijk, Duinkerke, Nieuwpoort, Damme en Biervliet.
- De Gentenaren richten een Hanze op voor de handel op het Rijnland en in Sint-Omaars wordt een Hanze opgericht die handel op Engeland en Frankrijk beoogt.
- Na een hoop strubbelingen en problemen met overstromingen, vooral in Utrecht en Leiden, wordt de Oude Rijn in 1122 bij Wijk bij Duurstede afgedamd. De aftakking die eerst als Lek begon, wordt de hoofdstroom van de rivier. Sindsdien treedt de Oude Rijn niet meer buiten zijn oevers.
- Het afdammen van de Kromme Rijn en het bedijken van de Nederrijn en Lek maakte veengebieden rondom de stad Utrecht geschikt voor landbouw. Het kanaal de Vaartsche Rijn wordt gegraven om de handelsverbinding van Utrecht met de Rijn te handhaven.
- Na het dichtslibben van de Rijnmond bij Katwijk wordt gezocht naar alternatieve afwateringsmogelijkheden. Deze worden gevonden door afwateringen naar het noorden te graven, waaronder de Heimanswetering, de Does en de Zijl, zodat het water uit de veengebieden in de omgeving van Leiden naar het noorden, via het Leidsche Meer en het Oude Haarlemmermeer kan worden afgevoerd.
- Het Flevomeer of Almere ontwikkelt zich tot Zuiderzee.

Midden-Oosten en Noord-Afrika
- De Assassijnen, een subversieve, terroristische beweging, verzetten zich niet alleen met geweld en verraad tegen de kruisvaarders in Palestina maar ook tegen vele islamitische heersers.
- In 1172 verslaat Saladin de laatste kalief van de Fatimiden. De Fatimiden zijn isma'iliten, een tak van het sjiisme. Saladin bekeert de Egyptenaren om, opnieuw, soennitisch te worden. In tegenstelling tot de Fatimiden, erkent Saladin de autoriteit van de Abbasidische kalief in Bagdad.
- Vestiging van de dynastie der Almohaden in de Mahreb.

Innovatie
- Herintroductie van de eerder door de Romeinen toegepaste baksteen door de Friese kloosterorden, die contact hebben met het verre Italië waar de baksteentechniek bewaard is gebleven. De zeeklei die in Friesland gebruikt wordt als grondstof vereist echter een ander bakprocedé. Zo ontstaat de kloostermop.
- De Chinese kennis van het aardmagnetisch veld komt via de Mongolen en via de handelsroutes van de Arabieren in Europa terecht, waar de eerste moderne kompassen worden gebouwd.
- Uitvinding van rooksignalen.
- Eerste gebruik van postduiven.
- De watermolen verbreidt zich over Midden-Europa
- Er is sprake van hoptuinen voor het gebruik van hop in bier in Noord-Duitsland. Bier gebrouwen met hop en de juiste technieken blijft veel langer goed in een land van vele oorlogen en graanschaarste: men heeft veel minder graan nodig om een drinkbaar en goed houdbaar bier te maken.

Kunsten
- Tijdperk van de vroeggotiek in de kerkbouw. Het koor wordt voorzien van een serie straalkapellen waarbij de tussenliggende muren kunnen worden weggelaten door de toepassing van kruisribgewelf, spitsboog en pilaren. Hiervoor wordt de luchtboog verder ontwikkeld. Zo ontstaat een sterke constructie die een grotere verticaliteit toelaat.
- Bloei van de Maaslandse kunst.
- Hendrik van Veldekes Eneas is de eerste hoofse roman in een Germaanse taal.
- De epische verhalen van het chanson de geste worden door jongleurs of speelmannen voorgedragen, onder begeleiding van muziek en mogelijk ook toneelspel. Terwijl nagenoeg alle elitaire werken nog in het Latijn gesteld zijn, worden de liederen van het chanson de geste in het Oudfrans, Occitaans en later in andere Europese volkstalen (zoals het Middelnederlands) gezongen.

Wetenschap
- De Nestorkroniek vertelt in Kerkslavisch en vanuit christelijk gezichtspunt de geschiedenis van het Kievse Rijk en de aangrenzende Russische landen.
- De Spaans-Marokkaanse denker Averroes bestudeert en becommentarieert het werk van Aristoteles.
- De Indiase wiskundige Bhāskara II levert het bewijs voor de Stelling van Pythagoras.
- De kathedraalschool van Chartres slaagt erin grote geleerden aan te trekken. Hieronder zijn Bernard van Chartres, Thierry van Chartres, Willem van Conches en de Engelsman Johannes van Salisbury. Deze mannen vormen de voorhoede van de intense intellectuele heroverweging die culmineert in wat nu bekendstaat als de renaissance van de 12e eeuw.
- Er  worden veel teksten uit het Arabisch vertaald naar het Latijn, waardoor veel nieuwe kennis over bijvoorbeeld klassieke auteurs zoals Aristoteles, astrologie, alchemie en magie beschikbaar is voor Europa.
- Een aantal kathedraalscholen worden verzelfstandigd tot universiteiten, zoals Bologna, Salamanca, Oxford en de Sorbonne.
- Het Romeins burgerlijk recht wordt weer opgepakt door Irnerius van Bologna en zijn Glossatorenschool.
- Onder invloed van de Arabische geneeskunde op Sicilië verschijnen in Salerno drie werken over gynaecologische onderwerpen en lichaamsverzorging: de Trotula.

Zeevaart
- Venetië maakt door het gebruik van galeien voor de handel een bloeiperiode door.

Amerika
- De Azteken vestigen zich in wat nu Mexico heet.

Azië
- De Jurchen stichten, nadat ze de Noordelijke Song-dynastie verjaagd hebben, de Jin-dynastie (1115-1234). Nadat ze een groot deel van het noorden van China ingenomen hebben, migreren veel Jurchen naar het gebied en nemen de Confuciaanse cultuur over.
- De Hakka (volk) trekken van het midden van China naar het zuiden, waaronder Guangdong.

Oceanië
- De Polynesiërs bereiken Nieuw-Zeeland, een grote bloei van hun cultuur.

## Belangrijke personen
- Averroes
- Hildegard van Bingen

<< · 1100-1109 · 1110-1119 · 1120-1129 · 1130-1139 · 1140-1149 · 1150-1159 · 1160-1169 · 1170-1179 · 1180-1189 · 1190-1199 · >>
<< · 11e · 12e · 13e · 14e · 15e · 16e · 17e · 18e · 19e · 20e · >>